# استان خوزه ماریا آویلس
استان خوزه ماریا آویلس (انگلیسی: José María Avilés Province) یکی از استان‌های بولیوی در بولیوی است که در شهرستان تاریزا واقع شده‌است.